# Pfizer
Pfizer Inc. (вимовляється «Файзер» [ˈfaɪzər], офіційно «Пфайзер»), NYSE: PFE) — американська фармацевтична компанія. Заснована в 1849 році й відтоді є одним зі світових лідерів ринку. Нинішню назву компанія отримала в червні 2000 року в результаті злиття компаній «Pfizer» і «Warner-Lambert Company».
У портфоліо препаратів компанії входять такі відомі лікарські засоби, як препарат для боротьби з еректильною дисфункцією «Viagra» і очні краплі «Visine». Препарати «Pfizer» виробляють на заводах у 46 країнах. Загальний штат фармацевтичного гіганта по всьому світу налічує близько 86 тис. співробітників.
23 листопада 2015 року «Pfizer» домовилася з ірландською компанією «Allergan» про злиття, яке стане найбільшим за всю історію галузі. Суму угоди оцінюють у $160 млрд, що стане найбільшим поглинанням в історії індустрії і третім за вартістю для всього світового бізнесу (перше місце у Vodafone, яка в 1999 році за £112 млрд або за 203 мільярда доларів купила Mannesmann). Як сказано в пресреліз компаній, вартість акцій Allergan за угодою оцінена в $363,63, або 11,3 акції Pfizer. Премія до котирувань паперів обох компаній на час закриття 28 жовтня (до появи чуток про угоду) складала близько 30 %.

## Діяльність
Компанія випускає препарати для широкого кола споживачів під відомими марками Benadryl, Sudafed, Listerine, Desitin, Visine, Ben Gay, Lubriderm, Zantac75 і Cortizone. Pfizer є винахідником і виробником всесвітньо відомого препарату Віагра.
Виробництво препаратів здійснюється на заводах компанії, розташованих у США, Великій Британії, Франції, Італії, Нідерландах, Німеччині, Туреччині (всього — в 46 країнах світу). Є представництва більш ніж в 100 країнах світу.
Основні підрозділи компанії: Human Health, Animal Health і Corporate Groups. 26 червня Pfizer продала підрозділ Consumer Healthcare (його вторгування у 2005 склало $3,87 млрд) компанії Johnson & Johnson за суму близько $16,6 млрд.

### Вакцина проти COVID-19
У 2020 році Pfizer спільно з BioNTech об'єдналися у співпраці для вивчення та розробки кандидатів на мРНК-вакцину проти COVID-19. 27 липня 2020 року компанії оголосили про початок глобального (крім Китаю) клінічного дослідження безпечності та ефективності 2/3 фази клінічного дослідження для оцінки кандидата на мРНК-вакцину BNT162b2. Компанії планують використовувати потужності Pfizer для виробництва вакцини, у разі схвалення Управління з продовольства і медикаментів США.
У вівторок, 8 грудня 2020 року, Велика Британія стала першою країною світу, яка розпочала масову вакцинацію населення від коронавірусу SARS-CoV-2 вакцинами Pfizer/BioNTech. У США кампанія вакцинації від COVID-19 почалася 14 грудня 2020 року.
21 квітня 2021 року Pfizer заявив, що стало відомо про факти підробки вакцини COVID-19, розробленої Pfizer та BioNTech, оскільки злочинці прагнуть нажитися на світовому попиті на вакцини, який продовжує випереджати пропозицію.
Фальшиві вакцини були виявлені в Мексиці та Польщі, повідомив представник Pfizer в електронному листі CBS MoneyWatch, підтвердивши раніше опубліковане Wall Street Journal повідомлення про підробки.
Дослідження (жовтень 2021) показало, що бустерна доза вакцини від COVID-19, розробленої компаніями Pfizer та BioNTech, відновлює ефективність захисту від вірусу до 95,6%, в тому числі від варіанту «Дельта»
.